# Pusilla longirostris
Pusilla longirostris är en tvåvingeart som beskrevs av Paramonov 1954. Pusilla longirostris ingår i släktet Pusilla och familjen svävflugor.
Artens utbredningsområde är Kongo. Inga underarter finns listade i Catalogue of Life.